# Bernhard Neyer
Bernhard Neyer (* 3. September 1870 in Bürserberg; † 7. Jänner 1944 in Bludenz) war ein österreichischer Politiker (CS) und Lehrer. Neyer war von 1919 bis 1932 sowohl Abgeordneter zum Vorarlberger Landtag als auch Landesrat in der Vorarlberger Landesregierung.

## Leben und Wirken
Bernhard Neyer wurde am 3. September 1870 als Sohn des Bauern und Schusters Karl Franz Neyer und seiner Frau Maria Josefa in der Vorarlberger Gemeinde Bürserberg geboren. Neyer besuchte zunächst die Volksschule in Bürserberg und anschließend von 1890 bis 1894 die Lehrerbildungsanstalt in Feldkirch, wo er zum Volksschullehrer ausgebildet wurde. Von 1894 bis 1895 wurde er ein Jahr lang Lehrer an der Volksschule in Brand, ehe er am 1. Oktober 1895 als Lehrer an der Volksschule seiner Heimatgemeinde zu unterrichten begann. 1896 legte er in Innsbruck die Lehrbefähigungsprüfung für Volksschullehrer ab. Am 24. April 1899 heiratete Bernhard Neyer in Bartholomäberg seine Frau Agatha, mit der er in weiterer Folge 11 gemeinsame Kinder hatte. 1906 bis 1912 leitete er erstmals als Direktor die Volksschule von Bürserberg.
Am 17. Juni 1919 wurde Neyer für die Christlichsoziale Partei nach seiner Wahl im Wahlbezirk Bludenz als Abgeordneter im Vorarlberger Landtag angelobt. Zeitgleich mit seinem Eintritt in den Landtag wurde Neyer auch als Landesrat in der Vorarlberger Landesregierung bestellt, wo ihm bis zum 21. November 1932 die Ressorts Landwirtschaft, Forstwirtschaft, Jagd und Fischerei sowie Veterinärwesen unterstanden. Von 1925 bis 1928 sowie von 1942 bis 1944 war er daneben erneut Direktor der Volksschule Bürserberg. 1932 wurde er mit dem Großen Silbernen Ehrenzeichen für Verdienste um die Republik Österreich ausgezeichnet.